# Levana
Nella mitologia della Roma arcaica e antica, Levana era la dea protettrice dei neonati riconosciuti dal padre. Misteriosa, non ha mai svelato i suoi lineamenti, agendo sempre per delega, trae il suo nome dal verbo latino levare, sollevare, tenere in alto.
Il riconoscimento dei neonati veniva effettuato con una pratica tradizionale, spettante al pater familias o al padre, quando il neonato gli veniva presentato per la prima volta; la levatrice distendeva il piccolo davanti ai suoi piedi, egli raccoglieva il neonato e lo sollevava in alto (tollere liberum) pronunciando parole augurali e di accettazione.
Il mancato compimento di un tale atto da parte del padre, valeva come un disconoscimento della paternità. 

## Influenze culturali successive
Nel romanzo Suspiria De Profundis scritto nel 1845 dal giornalista e scrittore inglese Thomas de Quincey, l'autore sostiene di aver sognato la dea latina Levana, che gli presentava tre donne, le "Nostre Signore del Dolore". Esse hanno tre nomi latini: la prima, la maggiore, si chiama Mater Lacrimarum, "Nostra Signora delle Lacrime"; la seconda delle sorelle è Mater Suspiriorum, "Nostra Signora dei Sospiri"; la terza, la più giovane, è Mater Tenebrarum: "Nostra Signora delle Tenebre".